# Johan Jonasson
Johan Arne Jonasson, född 9 oktober 1966 i Stockholm, är en svensk gymnast som tävlade för Gymnastikföreningen Brommagymnasterna.
Jonasson, som tävlade i mångkamp, var under 1980-talet och tidiga 1990-talet Sveriges enda gymnast i världstoppen. Han deltog i tre olympiska spel (1984, 1988 och 1992). Hans främsta internationella merit blev en fjärdeplats i EM i Sverige 1989.
Efter den aktiva karriären har Jonasson medverkat som expertkommentator i SVT.